# Guilherme Giovannoni
Guilherme Giovannoni  (Piracicaba, São Paulo, 2 de junio de 1980) es un exjugador de baloncesto brasileño, que poseía también la nacionalidad italiana. Con una altura de 2,04 metros, jugaba habitualmente en la posición de ala-pívot, aunque en ocasiones actuaba también como alero. Jugó profesionalmente en su país natal, como también en Italia, España y Ucrania. Representó a Brasil a nivel de selecciones en diversos torneos, incluyendo cuatro ediciones de la Copa Mundial de Baloncesto y los torneos de baloncesto masculino de los Juegos Olímpicos de Verano de Londres 2012 y Rio de Janeiro 2016.

## Biografía
Formado en la cantera del Pinheiros de São Paulo, llegó a hacer su debut con el equipo profesional antes de migrar a España en enero de 2000 y sumarse a las filas del Baloncesto Fuenlabrada, que en esa época militaba en la Liga ACB (a sus 20 años era considerado una joven promesa del baloncesto brasileño, motivo por el cual también el TAU Vitoria se había interesado en reclutarlo). Aunque con los fuenlabreños tuvo oportunidades de jugar más de 10 minutos de promedio por partido, en el verano de 2001 fichó por el Gijón Baloncesto, confiando en que en ese club asumiría otro papel. Sin embargo ello no sucedió, por lo que, tras sólo 6 partidos, rescindió su contrato y retornó a su país. 
Giovannoni retornaría a Europa en 2002, siendo fichado por la Benetton Treviso de la Lega Basket Serie A. El equipo lo cedió a préstamo al Basket Rimini Crabs de la Legadue en su primera temporada. El brasileño nunca llegó a adaptarse a la idea de juego de los trevisanos, por lo que sería nuevamente cedido a otros clubes antes de que su vínculo contractual con la institución finalizara en 2006. 
Su arribo a la Virtus Bolonia le permitió a Giovannoni demostrar su potencial para el baloncesto. Allí tuvo tres temporadas exitosas (jugó tres finales de la Copa de Baloncesto de Italia, conquistó el FIBA EuroChallenge 2008-09 y fue nombrado capitán del equipo), pero en 2009 dejó el club para repatriarse en el UniCEUB Brasília.
Con el equipo de la capital brasileña siguió cosechando éxitos, pudiendo ganar tres ediciones del campeonato nacional y tres de la Liga Sudamericana de Clubes. Fue también reconocido como el MVP de la temporada 2010-2011.
Sus últimos dos años como profesional transcurrieron entre el Vasco da Gama de Rio de Janeiro y el Corinthians de São Paulo.

## Selección nacional
A nivel juvenil, Giovannoni disputó el Campeonato Mundial de Baloncesto Junior de 1999.
Fue también un jugador insustituible de la selección mayor durante muchos años. Ello le permitió competir en cuatro ediciones de la Copa Mundial de Baloncesto (2002, 2006, 2010 y 2014) y en el torneo de baloncesto masculino de los Juegos Olímpicos de Verano de Londres 2012 y Rio de Janeiro 2016. Además actuó en ocho ediciones del Torneo de las Americas -ganando dos, 2005 y 2009-, en tres de los Juegos Panamericanos -consiguiendo dos medallas de oro, en 1999 y 2003-, y en dos del Campeonato Sudamericano de Baloncesto -obteniendo el título en 2003.
Asimismo Giovannoni representó a Brasil en la Copa Stankovic, la Copa Tuto Marchand y la Copa Israel Sarmiento entre otros muchos torneos menores. 